# هرزلی
هرزلی (به انگلیسی: Hursley) یک روستا و محله مدنی در بریتانیا است که در وینچستر واقع شده‌است. هرزلی ۸۳۸ نفر جمعیت دارد.